# 히구라시 카고메
히구라시 카고메(일본어: 日暮かごめ)는 일본의 만화·애니메이션 《이누야샤》의 여주인공이자 후속작 반요 야샤히메에 등장하는 캐릭터이다. 애니메이션 성우는 유키노 사츠키(일본판) / 정미숙(한국판)이다.

## 작중 행적
히구라시 신사에 살고 있는 여중생이자 키쿄우가 환생한 무녀이다. 1996년 생일에 신사의 뼈를 먹는 우물에서 나온 지네 요괴에게 휘말려 전국 시대로 오게 된다. 오게 되어 키쿄우에 의해 봉인되어 잠들어 있는 이누야샤를 만나 그와 함께 사혼의 구슬 조각을 찾아 여행을 한다. 활솜씨는 별로 좋지 않지만 정화 능력은 가지고 있다. "오스와리(앉아)!"라는 말로 이누야샤를 개처럼 통제할 수 있다. 여행 도중에 우물을 통해 전국 시대와 현대 시대를 왕래하기도 하였으며 거의 대부분 동료들과 같이 다니면서 이누야샤와 사귀게 된다. 활발하고 발랄해서 분위기 메이커 겸 식량과 치료 담당이고 동료들한테는 반드시 필요한 존재이기도 하다. 사혼의 구슬을 느낄 수 있어서 나라쿠도 노리고 있던 모양이였다. 파마의 화살로 수없이 많은 놈들을 제압하며 많은 여행을 하면서 엄청 강해졌다. 강력하고 영력이 꽤 있는 무녀들이 거의 나라쿠에 의해 죽음을 당했지만 카고메는 끝끝내 살게 되며, 나라쿠가 최대로 두려워하는 존재가 된다. 그래서 나라쿠에 의해서 몇번씩 목숨이 위태로워졌었다. 거의 끝부분에는 셋쇼마루와도 사이가 원만해지면서 셋쇼마루가 카고메를 도와줄 때도 있었다. 나라쿠를 파마의 화살로 제거하는 일등공신이고 나중에는 고등학생이 되어서 고등학교를 졸업할 때까지 끊임없이 이누야샤를 사랑하면서 현대시대에서 남자친구를 만들지 않고 이누야샤를 그리워하는 마음이 강해져서 자신의 마음으로 인해서 전국시대로 통할 수 있었고 다시 가게 된다. 그 후에 현대 시대에서의 삶을 포기하고 이누야샤와 카에데의 곁에서 지내는 무녀가 된다. 마지막에는 셋쇼마루를 아주버님이라고 부르며 마무리한다.
〈러브 라인〉 - 나라쿠가 죽었을 때 어둠 속에 갇힌다. 이누야샤의 도움으로 어둠 속에서 현대 시대로 빠져 나왔으나 현대 시대와 전국 시대의 통로가 끊기고 3년 간 열리지 않았다. 그러던 어느 날 카고메의 이누야샤에 대한 간절한 마음으로 통로가 열리게 되고, 카고메는 현대 시대에서의 삶을 포기하고 전국시대에서의 삶을 택한다. 이누야샤와 결혼한 후 둘이서 내일을 향해 나아간다.

## 키쿄우의 환생
그녀는 키쿄우의 여동생 카에데로부터 "키쿄우 언니의 환생"이라는 것을 처음으로 듣게 되었는데 카에데가 처음 그녀를 만났을 때 그녀의 안면이 마치 죽은 키쿄우과 매우 닮아 보인다고 말하였다.
한때 우라스에라는 요괴에 의해 잠시 동안 혼이 빠져나가서 죽었던 키쿄우의 시신에 주입되었는데 이 때 키쿄우가 부활하게 되었다.
이누야샤도 처음에는 카고메를 키쿄우로 착각하기도 하였으며, 그녀가 잠시 무녀복을 입은 모습을 봤을 때는 키쿄우의 모습을 연상하기도 했다.

## 사혼의 구슬
그녀는 이누야샤 일행 중 유일하게 사혼의 구슬을 볼 수 있는 능력을 지닌 것으로도 알려졌는데 처음에 우물에서 나온 지네요괴가 공격을 한 것도 사혼의 구슬을 노린 것으로 알려졌다. 그래서 그런지 유일하게 사혼의 구슬 조각의 위치를 정확히 볼 수 있는 편이어서 일행 중에서 비중이 높고 중요한 역할에 속하는 편이기도 하다. 초반에 지네요괴의 공격을 받을 때 복부 부분을 물어뜯겨서 부상을 입었는데 이 때 사혼의 구슬이 나오게 되어서 카고메의 몸 속에 있다는 것이 알려지게 된다.
카고메가 현대시대로 돌아간 때에는 카고메를 제외한 나머지 이누야샤 일행들은 카고메가 전국 시대로 돌아올 때까지 카에데의 마을에 대기하며 머무른다. 이누야샤 일행 중 사혼의 구슬을 찾아낼 수 있는 사람이 카고메가 유일하기 때문이다.

## 오스와리(명령어)
이누야샤가 난동을 부리거나 말썽 등을 일으킬 때 그녀가 이누야샤를 진정시키는 목적으로 부르는 언령(言令)이다. 초반에 사혼의 구슬을 가지려고 카고메를 공격한 이누야샤를 본 카에데가 염주를 이누야샤의 목에 걸면서 카고메가 이 언령을 크게 외치면 염주의 힘과 기가 발동하여 이누야샤를 제압시키게 한다. 언령은 '오스와리!(앉아!)'이지만 이누야샤는 앉기보다는 땅바닥에 엎드려지는 편이다. 이누야샤 일행 중 유일하게 카고메만이 부를 수 있으며 카코메의 언령이 외쳐지면 염주의 기가 발동하여 이누야샤를 제압한다. 이누야샤가 흉폭해진 요괴로 변할 때도 이 언령이 외쳐지면 이누야샤가 제압되면서 본래의 모습으로 돌아온다. 오스와리라는 언령은 카고메가 이누야샤를 개와 같은 근성으로 보면서 보통 개처럼 앉으라는 명령에서 본딴 것으로 보인다.
이 언령이 처음 외쳐진 것은 이누야샤가 카고메를 공격할 때 카에데가 염주를 이누야샤 목에 걸면서 명령어를 외치라는 요청에 따라 이뤄졌고 이누야샤가 염주를 빼려고 하고 카에데를 죽이겠다고 외칠 때 카고메가 카에데의 명령에 따라 언령을 외친 이후로 이누야샤를 제압하거나 안정시킬 때 부르는 언령이 되었다. 참고로 이누야샤 목에 걸려진 염주는 언령의 염주라 불리는데 사실은 키쿄우가 만들어낸 것으로 죽기 전에 카에데에게 맡겨두었던 것으로 보인다. 이 염주는 오직 제작자만이 부릴 수 있는 것으로 알려졌는데 카고메의 경우 키쿄우의 환생체이기 때문에 염주가 반응하는 것으로 보인다. 카에데가 키쿄우의 동생임에도 불구하고 자신이 아닌 카고메에게 염주의 언령을 외치라고 하는 것도 그녀가 언니인 키쿄우의 환생체이기 때문에 언령의 주문을 할 수 있다고 생각하였기 때문이었다. 이누야샤 일행 중에서도 언령의 염주를 부릴 수 있는 이는 유일하게 카고메만이 가능하다.

## 기타
이누야샤 한국어 더빙판 애니메이션에서는 유가영으로 로컬라이징되었지만 후속작인 반요 야샤히메에서는 2기부터 한국어 더빙판 애니메이션에서도 로컬라이징 없이 원작 이름 그대로 등장하였다.